# کرستین پنگ پنگ لی
کرستین 'پنگ پنگ' لی (به انگلیسی: Christine 'Peng Peng' Lee) ژیمناست زادهٔ ۲۷ ژوئن ۱۹۹۳ میلادی اهل کشور کانادا است.
وی عضو تیم ملی کانادا در بازی‌های المپیک تابستانی ۲۰۱۲ بود. وی همچنین عضو تیم «یوسی‌ال برونیز» UCLA Bruins می‌باشد